# Psammomys
A Psammomys az emlősök (Mammalia) osztályának a rágcsálók (Rodentia) rendjébe, ezen belül az egérfélék (Muridae) családjába tartozó nem.

## Rendszerezés
A nembe az alábbi 2 faj tartozik:
- zömök versenyegér (Psammomys obesus) Cretzschmar, 1828 - típusfaj
- Psammomys vexillaris Thomas, 1925